# أرماتا
منصة القتال الشاملة أرماتا (بالإنجليزية: Armata Universal Combat Platform)‏ أو ببساطة (بالروسية: Армата) ارماتا هو الجيل الحالي من المركبات العسكرية الروسية الثقيلة. فهي دبابة ومدرعة وعربة الإصلاح والمدفع المحوري، كما انها محور كل شيء في القوات البرية الروسية، وقد اوجد طريقة معينة لتخفيض النفقات الروسية في مجال الدفاع، وقد تحملت القاعدة الثقيلة الروسية ارماتا عدة مشاريع روسية للقوات البرية منها مشروع الدبابة الأقوى للقوات المسلحة الروسية تي-14 وناقلة الجنود الثقيلة القتالية بي أم أو-2 وعربة الجسور الروسية المستقبلية МТ-А، وغيرها من المشاريع الروسية. وتم الانتهاء من اختبار دبابة من هذا النوع بحلول عام 2016.
الدبابة مزودة بمدفع من عيار 125 ملم ذي ماسورة ملساء ينصب خارج كبسولة الطاقم ويتحكم فيه عن بعد تحكما آليا ورقميا. وتبلغ قدرة محرك الدبابة 1500 – 2000 حصان. وتتزود الدبابة بـ32+8 نوعا من الذخيرة مختلفة الوظائف. كما تتوفر فيها رشاشات تفوق مواصفاتها مواصفات كل سابقاتها، من بينها رشاش عيار 7.62 ملم. فيما تعتبر غالبية مواصفات الدبابة الأساسية سرية.وتبلغ سرعتها القصوى 90 كيلومترا في الساعة. يقول الخبراء العسكريون إن دبابة «أرماتا» وقاعدتها المجنزرة ستكون في المستقبل أساسا للمدرعات الروسية كلها. يذكر أن الكشف السري عن دبابة «أرماتا» (تي – 14) كان قد جرى في سبتمبر/أيلول عام 2013 في مدينة نيجني تاغيل بإقليم الأورال الروسي حيث يتم تصنيعها هناك. من المتوقع الانتهاء من اختبار دبابة «أرماتا» (2S35 Koalitsiya-SV/15-T/ تي – 14) بحلول عام 2016، وعندها سينطلق إنتاجها على دفعات.